# Nemoleon varius
Nemoleon varius är en insektsart som först beskrevs av Navás 1936.  Nemoleon varius ingår i släktet Nemoleon och familjen myrlejonsländor. Inga underarter finns listade i Catalogue of Life.